# Рієбіньський край
Рієбі́ньський кра́й (латис. Riebiņu novads) — адміністративно-територіальна одиниця Латвійської Республіки. Розташований у південно-східний частині країни, в історичному регіоні Латгалія. Адміністративний центр — Рієбіні. Створений 2009 року. Площа — 630 км². Населення — 5536 осіб (2011). До складу краю входять 6 волостей.